# Венжан
Венжан (фр. Vingeanne) је река у Француској. Дуга је 93 km. Улива се у Саону. 